# رود آسینیبوین
 رود آسینیبوین رودی است به رودخانه رد شمال می‌ریزد. این رود از کشور کانادا می‌گذرد. طول آن ۱٬۰۷۰ کیلومتر (۶۶۰ مایل)، ارتفاع سرچشمه آن ۶۴۰ متر (۲٬۱۰۰ فوت) است.